# Apărător al drepturilor omului
Un apărător sau o apărătoare al/a drepturilor omului este o persoană care activează pașnic în favoarea drepturilor proclamate în Declarația Universală a Drepturilor Omului. Poate face acest lucru informând publicul despre încălcări aduse drepturilor omului sau promovând campanii de promovare și de protecție a acestor drepturi. Apărători ai drepturilor omului pot fi avocați care apără cauza vreunor deținuți politici și dreptul lor la un proces echitabil, mame de persoane dispărute care mărșăluiesc pentru a cere adevărul despre soarta copiilor lor, jurnaliști, profesori, sindicaliști care luptă pentru a li se respecta drepturile economice, comunități țărănești sau/și indigene care se organizează pentru a-și apăra recunoașterea drepturilor lor, organizații care luptă împotriva impunității autorilor de încălcări ale drepturilor omului. Această luptă pentru respectarea drepturilor omului reprezintă în multe țări o activitate cu risc ridicat, iar grupurile și indivizii care se angajează pe această cale reprezintă de obicei obiectivul prioritar al autorităților și al grupurilor private care recurg la efectuarea de dispariții forțate, execuții sumare, detenții arbitrare și/sau tortură, pentru a-i face să tacă.
Diverse organizații neguvernamentale (ONG-uri) au programe specifice pentru activiști aflați în apărarea drepturilor omului. De exemplu, Organizația Mondială Împotriva Torturii sau Amnesty International. 

## Declarația Națiunilor Unite privind Apărătorii Drepturilor Omului
La 9 decembrie 1998, Adunarea Generală a ONU a aprobat Declarația Națiunilor Unite cu privire la dreptul și datoria persoanelor, grupurilor și organelor societății de a promova și proteja drepturile omului și libertățile fundamentale universal recunoscute (A/ RES/53/144), îndeobște cunoscută sub numele de Declarația privind Apărătorii Drepturilor Omului,[13] fiind primul instrument al ONU de legitimare și definire a persoanelor apărătoare al drepturilor omului, precum și dreptul și responsabilitatea întregii comunități internaționale de a proteja drepturile omului  .
Din punct de vedere juridic Declarația nu este obligatorie, dar articulează drepturile stabilite prin existentele tratate privind drepturile omului și le aplică apărătorilor drepturilor omului pentru a-și legitima activitatea și extinde protecția asupra respectivilor apărători. Potrivit Declarației, un apărător al drepturilor omului este orice persoană care lucrează pentru promovarea sau protejarea drepturilor omului, fie profesional, fie non-profesional; singur sau ca parte a vreunui grup sau instituție.
Declarația articulează drepturile existente într-un mod care facilitează aplicarea acestora pe apărătorii drepturilor omului. Drepturile protejate de Declarație includ, printre altele, dreptul de a dezvolta și discuta noi idei despre drepturile omului și de a pleda pentru acceptarea acestora; dreptul de a critica organele și agențiile guvernamentale și de a face propuneri pentru îmbunătățirea funcționării acestora; dreptul de a oferi consultanță și asistență juridică sau de altă natură în apărarea drepturilor omului; dreptul de a observa echitabilitatea proceselor; dreptul la acces nestingherit și la comunicare cu organizațiile neguvernamentale și interguvernamentale; dreptul de acces la resurse în scopul apărării drepturilor omului, inclusiv primirea de fonduri din exterior și dreptul la libera exprimare, asociere și întrunire.
Declarația indică faptul că Statelor le revine responsabilitatea de a implementa și respecta prevederile Declarației și subliniază datoria Statului de a proteja respectivii apărători de violență, represalii și intimidare ca urmare a activității lor în domeniul drepturilor omului. Declarația atribuie, de asemenea, responsabilitatea de a proteja drepturile omului la nivel individual și în special a persoanelor cu profesii care pot aduce afectare drepturilor omului, precum forțele de ordine, operatorii de justiție etc.

## Perspectiva din punctul de vedere al genului
Adunarea Generală a Națiunilor Unite și Biroul Înaltului Comisar al Națiunilor Unite pentru Drepturile Omului au identificat dificultăți suplimentare pentru femeile activiste pentru drepturile omului și au cerut să se lucreze dintro perspectivă de gen asupra acestei probleme, instituind ziua de 29 noiembrie drept Zi Internațională a Femeilor Apărătoare ale Drepturilor Omului.
La 21 martie 2013 în Rezoluția aprobată de Consiliul Drepturilor Omului 22/6. Protecția apărătorilor drepturilor omului, își exprimă îngrijorarea în special cu privire la discriminarea și violența sistemică și structurală cu care se confruntă femeile apărătoare ale drepturilor omului și solicită Statelor să includă perspectiva de gen în eforturile lor de a crea un mediu sigur și propice pentru apărarea drepturilor omului.
Prima rezoluție adoptată de Adunarea Generală a ONU privind femeile apărătoare ale drepturilor omului a fost aprobată la 18 decembrie 2013 „Promovarea Declarației privind Dreptul și Îndatorirea Indivizilor, Grupurilor și Instituțiilor de a Promova și Proteja Drepturile Omului și Libertățile Fundamentale Universal Recunoscute: protecția apărătorilor drepturilor omului și a apărătorilor drepturilor femeilor din cadrul Adunării Generale a ONU” (Rezoluția femeilor apărătoare ale drepturilor omului).